# Herman II de Celje
Herman II, né vers 1365 et mort le 13 octobre 1435 à Presbourg (Bratislava), fut comte de Celje (Cilley) et ban de Croatie de 1406 à 1408 et encore de 1423 jusqu'à sa mort.

## Biographie
Herman II est le fils cadet du comte Herman Ier de Celje († 1385) et de son épouse Catherine, une fille d'Étienne II Kotromanić, ban de Bosnie, et la sœur d'Élisabeth de Bosnie qui est devenue reine de Hongrie en 1353. Le grand-père de Herman II, le comte Frédéric Ier († 1359), ancien seigneur de Sanneck (Žovnek) en Styrie, avait hérité des domaines de Celje en 1322 ; il a reçu le titre de Reichsgraf des mains de l'empereur Louis IV en 1341. Le père de Herman II fut corégent avec son frère ainé Ulrich II († 1368).

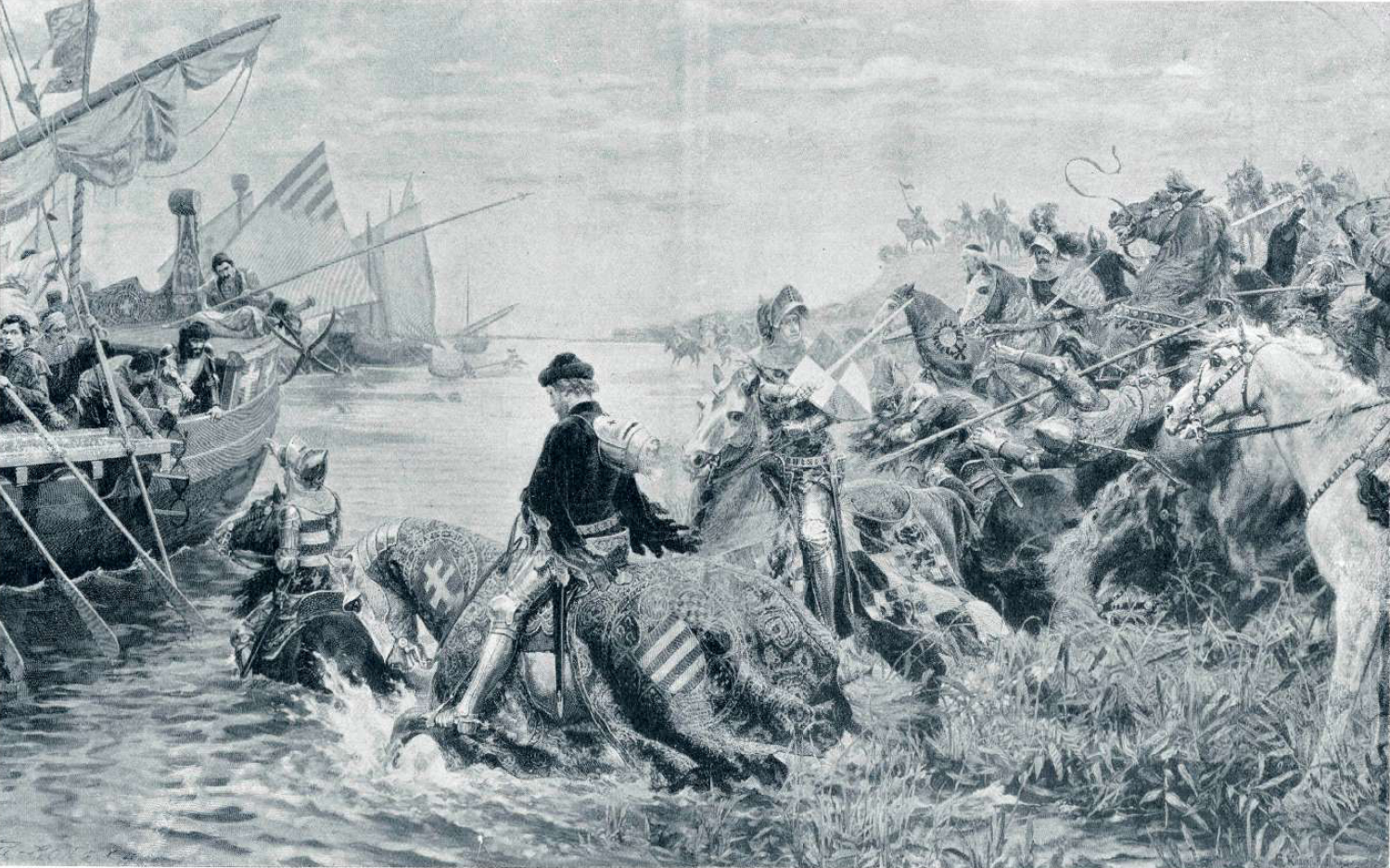
Herman de Celje sauve le roi Sigismond, peinture par Hermann Knackfuss (1913).

Herman II succède à son père après la mort prématuré de son frère ainé Jean en 1372 et il est le véritable fondateur de la puissance de la maison de Celje. En 1396, il mène les troupes styriennes à la bataille de Nicopolis contre les Ottomans  qui s'acheva avec une défaite foudroyante. En coopération avec le burgrave Jean III de Nuremberg, il sauve la vie du roi Sigismond de Hongrie en fuite ; le groupe s'est embarqué et a atteint le port sûr de Raguse (Dubrovnik) le 21 décembre.
Herman devient le conseiller et confident du roi et reçoit en récompense de nombreux domaines, notamment le comté de Seger (Zagorje) en Styrie et le château de Varaždin en Croatie (1397). La politique de faveur accordée par Sigismond à son égard suscite la jalousie d’autres familles et le roi est jeté en prison par les barons rebelles en 1401. Herman obtient finalement sa libération. L'année suivante, il accompagnait le roi à Prague pour arrêter son frère le roi Venceslas IV de Bohême. En 1403, Herman a fondé la chartreuse de Pleterje en Carniole. Sigismond épouse en secondes noces sa fille Barbe en décembre 1405. En 1420 il hérite du comté d'Ortenbourg en Carinthie
Toutefois, le lien étroit qui unit le comte à la maison de Luxembourg a entraîné des mécontentements avec la dynastie rivale des Habsbourg. De plus, le mariage de son fils Frédéric II et Veronika de Desenice a conduit au conflit avec la famille de sa première épouse, les Frankopan. Hermann fait arrêter son fils ; Veronika est également incarcérée dans le château d'Ojstrica et noyée (peut-être sur les ordres du comte) en 1425.
À l'automne 1427 Herman est désigné comme héritier présomptif du royaume de Bosnie par son parent le roi Tvrtko II qui est sans héritier et qui recherche l'alliance de Sigismond. En 1432, son petit-fils Ulric de Cilley se maria à Catherine, fille du despote de Serbie Đurađ Branković. Le 27 septembre 1435, les comtes de Celje furent faits princes d'Empire par l'empereur Sigismond de Luxembourg. Grâce à sa politique matrimoniale, Herman met une grande partie de la Slovénie et la Croatie dans la main des Celje. Néanmoins, cet apogée a connu une fin soudaine avec l'assassinat d'Ulric en 1456.

## Union et postérité
Herman II épouse Anne, fille du comte autrichien Henri VII de Schaunberg, avec laquelle il a six enfants:   
- Frédéric II (1379-1454), comte de Celje, père d'Ulric II ;
- Elisabeth (morte en 1426), épouse le comte Henri VI de Goritz ;
- Anne (morte en 1439), épouse Nicolas Garaï, palatin de Hongrie ;
- Herman III (mort en 1426) ;
- Louis (mort en 1414/1420) ;
- Barbe (morte en 1451), épouse Sigismond de Luxembourg.

Il est également le père d'un fils illégitime:
- Herman (mort en 1421) évêque de Freising et évêque de Trente.